# カプリオール

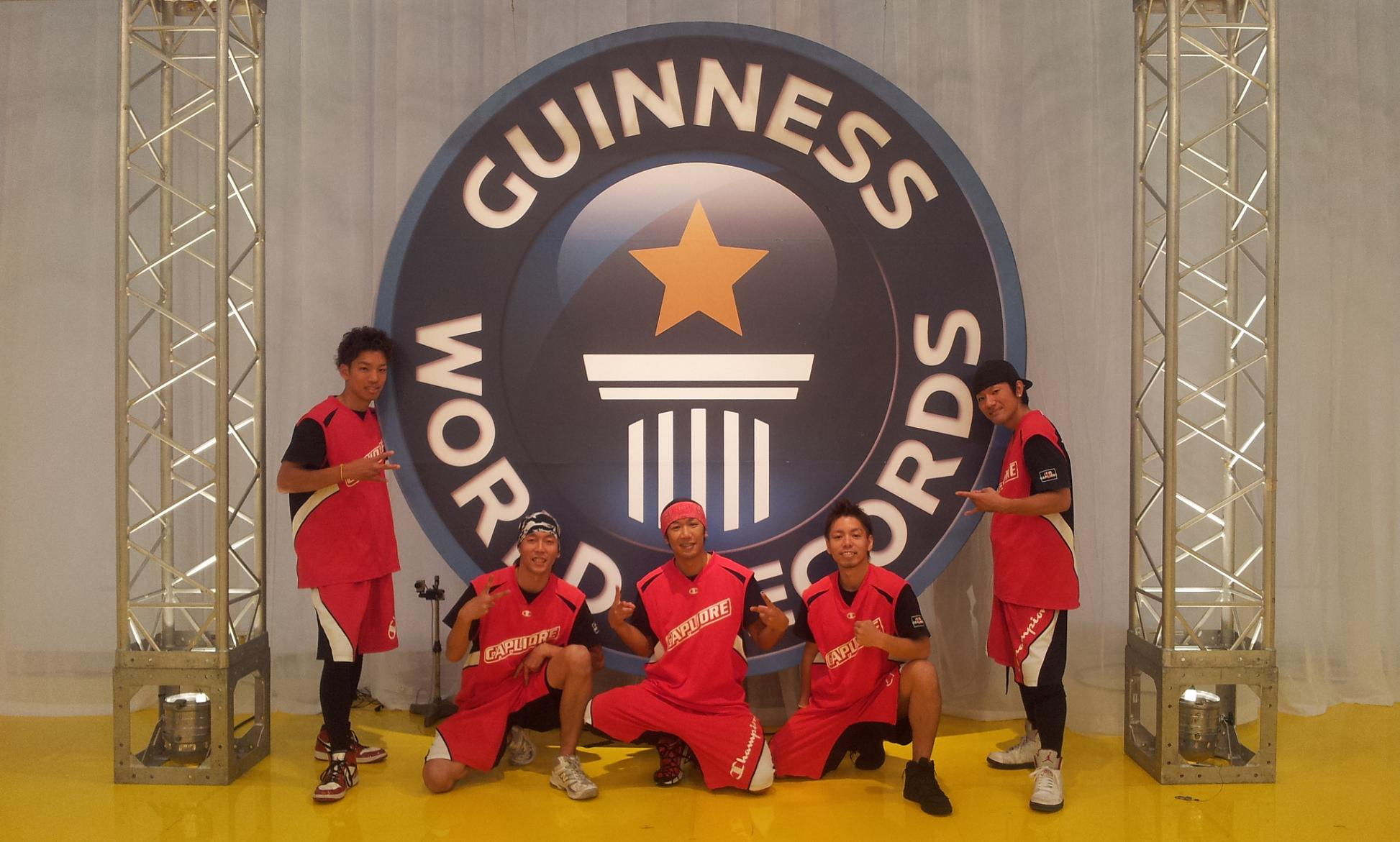
CAPLIORE

CAPLIORE（カプリオール）は、世界中を股にかけて活躍しているダブルダッチのプロチーム。シルク･ドゥ･ソレイユアーティスト。

## グループの歴史
1999年にチームを結成。2002年および2003年にダブルダッチチャレンジin TOKYOにてスピード種目で日本記録を出し連続優勝。また、2002年にベルギーで開催されたFISAC世界大会に出場し、その後2004年、2006年の同大会にて連続優勝の実績を残している。
2009年日本の大会「Double Dutch Contest　2009」でも優勝
2009年、ダブルダッチスピード1分間記録において、これまでの199回の記録を上回る202回をマークし、ギネスブック記録保持者となる。さらに、「王様のブランチ」内で記録更新に挑み、208回をマーク、自己記録を更新している。
2011年12月2日にONAIRになった「ギネス記録のイケメン＆美女100人」の番組内で1分間に215回跳び再びギネス記録保持者の座に返り咲いた。
2011年、「Cirque du soleil」オーディションに合格。
2012年「Cirque du soleil～Les Chemins Invisible chapter4～」カナダ・ケベック　　←ダブルダッチチームとしての出演は世界初。
2013年「Cirque du soleil南アフリカ公演」
2014年「Cirque du soleil～SCALADA(アンドラ公国公演)」
2015年「Cirque du soleil 〜ALAVITA（イタリア・ミラノ公演)」
2015年「Cirque du soleil 〜JOYA(メキシコ・カンクン公演)」←現在出演中

## メンバー
現在
- Nobu 　　安藤信義（2月17日- B型・東京都出身）※リーダー
- TERU 　　越後輝之（2月12日- A型・埼玉県出身）
- MON　　  前盛孝仁（11月7日- B型・神奈川県出身）
- YABIっち！屋比久嗣孝（7月21日- A型・沖縄県出身）
- MASA      橋本昌和（2月1日- A型・沖縄県出身）
- KAI　　　 市川快（１月３１日・東京都出身）

## メディア
- 毎日放送情熱大陸
- 朝日新聞、毎日新聞スポーツ欄にて掲載
- NHK「日本列島団地でクイズ」
- NHK「こんにちはいっと6けん」出演
- NHK「お昼ですよ!ふれあいホール」
- Nissen「飛行船チャリティーイベント」日本縦断ツアーに
- 日本テレビ「NNNニュースプラス1」
- 日本テレビ「NNNきょうの出来事」
- 日本テレビ「悪魔の出題者」
- 日本テレビ「ギネス記録のイケメン＆美女100人」
- テレビ朝日「体育の時間」出演
- TBS「SASUKE」
- TBS「筋肉王国」
- TBS「目ジカラ」
- TBS「王様のブランチ」
- フジテレビ「スマイルエコ」
- フジテレビ「クイズ　ヘキサゴンⅡ」
- テレビ東京「おはスタ」
- FMSalus　出演
- ENGLAND　MTV「Barrio 19」
- 「kotoko」PV出演
- 「Not yet」PV出演
- 「Barrio19 DVD」出演
- NTT東日本フレッツ光CM出演
- フジテレビ「[全力教室]」
- テレビ東京「[ABChanZoo]」

## 活動実績
- マッスルミュージカル - 2007年「THE・BEST」より３年間出演。
- 東京ガールズコレクション
- 東京モーターショー
- コカコーラ「Aquarius」キャンペーンイベント
- Cirque du Soleil【シルク・ドゥ・ ソレイユ】『Les chemins invisibles』に出演。カナダ・ケベックシティー公演
- Cirque du Soleil【シルク・ドゥ・ ソレイユ】南アフリカ・ケープタウン公演に出演
- Cirque du Soleil【シルク・ドゥ・ ソレイユ】『SCARADA』アンドラ公国
- Cirque du Soleil【シルク・ドゥ・ ソレイユ】『ALAVITA』イタリア・ミラノ公演
- Cirque du Soleil【シルク・ドゥ・ ソレイユ】『JOYA』メキシコ・カンクン公演　←現在Nobu,Mon出演中
- Cirque du Soleil【シルク・ドゥ・ ソレイユ】『VOLTA』ワールドツアー←現在Yabiっち！ masa出演中

その他、教育機関でのダブルダッチ指導、企業PRイベントなど多数出演。